# Ayat Hassan Al-Qurmezi
Ayat Hassan Al-Qurmezi   (Bahrain, 1 de gener de 1991), nom complet Ayat Hassan Mohamed Al-Qurmezi, és una poeta i estudiant del Bahrain Teachers College (BTC), la Facultat d’Educació de la Universitat de Bahrain.

## Participació en la rebel·lió a Bahrain (2011)
Durant els primers dies de protesta a Bahrain i, concretament, dimecres 23 de febrer, Ayat Al-Qurmezi va recitar un poema en la plaça de la Perla, la qual va ser l'epicentre de les protestes. Per aquesta raó, avui dia és coneguda també com «la plaça de Tahrir» de Bahrain. Aquest poema és una sàtira que criticava les polítiques del govern bahrainià i, sobretot, el primer ministre, el xeic Khalifa bin Salman Al Khalifa.
Després que el poema es difongués àmpliament a les xarxes socials, ella i la seva família van ser víctimes d’assetjament i d'amenaces de mort. La mare d’Al-Qurmezi, Saada, va informar la emissora RNW que la seva filla havia rebut missatges molt ofensius i amenaces greus. A més a més, es van crear diverses pàgines de Facebook destinades a l’ultratge on la insultaven i menyspreaven. La poeta va denunciar aquestes intimidacions a la policia de Bahrain, però en comptes d’oferir-li ajuda, va ser objecte de burla i d’insults a la comissaria. No obstant això, va conservar els missatges que havia rebut i els va entregar a diferents organitzacions de drets humans.
L’1 de març de 2011, Ayat Al-Qurmezi va començar a rebre trucades telefòniques de tot tipus: algunes l’amenaçaven i d'altres la criticaven, i van arribar fins al punt d’amenaçar-la de mort i d’agressió sexual.
Posteriorment, el 6 de març, va recitar un altre poema criticant el rei Hamad bin Isa Al Khalifa. Un d’aquests versos diu: «Som un poble que mata la humiliació i assassina la misèria. No escoltes els seus reclams? Que no sents els seus alarits?». El poema també inclou un diàleg entre el diable («Iblís» en l’Islam) i el rei Hamad bin Isa, en el qual Iblís li diu a Hamad: «La teva gent m’ha rebutjat, que no escoltes el que diuen?».

## Arrest
Al-Qurmezi va ser arrestada durant les protestes de març de 2011 per haver recitat un poema que criticava el govern a la plaça de la Perla. La poeta es va veure obligada a lliurar-se a la policia després que aquesta irrompés a casa dels seus pares mentre ella no s'hi trobava: les autoritats van obligar quatre dels seus germans a tirar-se a terra i els van apuntar amb una arma. Va ser en aquell moment quan un dels policies va cridar el pare d’Ayat i li va dir, tot amenaçant-lo: «Digui’ns on és Ayat o matarem tots els seus fills davant dels seus ulls».
Posteriorment, un grup de policies emmascarats i forces especials antidisturbis van detenir Al-Qurmezi, i van informar la seva mare que seria interrogada i que podria anar a comissaria d’Hoora més tard per emportar-se-la. Tanmateix, Saada va assegurar no haver-la vista des de llavors, però afirma haver parlat amb ella un únic cop a través del telèfon. Durant aquesta trucada, Ayat va explicar a la seva mare que havia estat obligada a firmar una falsa confessió. Tot seguit, van revelar a la seva mare que Ayat estava ingressada a un hospital militar com a conseqüència de les lesions que havia sofert durant la tortura.

## Tortura
Durant el període de detenció, Al-Qurmezi va ser assotada a la cara amb cables elèctrics i va ser retinguda durant nou dies en una cel·la molt estreta i gairebé gelada, on l’aire condicionat havia estat orientat cap a ella amb el fi de provocar-li hipotèrmia. A banda d’això, la van obligar a netejar els lavabos de la presó amb les seves pròpies mans i, fins i tot, en certes ocasions, va arribar a sospitar que van fer circular un tipus de gas pel sistema d’aire condicionat que li provocava asfíxia. Així mateix, durant tot aquell temps, la policia no va dur a terme cap interrogatori oficial. Finalment, el 21 de juny de 2011, la van obligar a disculpar-se públicament per la televisió davant del rei del primer ministre.
En una entrevista amb el diari The Independent, Al-Qurmezi va explicar que, tot i que les persones que la van interrogar van intentar embenar-li els ulls, va aconseguir entreveure una dona d’uns quaranta anys vestida de civil colpejant-li el cap amb un bastó. La estudiant va descriure la dona a un dels guàrdies de la presó en què es trobava detinguda, i ell li va informar que aquesta dona pertanyia a la família Al Khalifa i ocupava un alt càrrec en l’Agència de Seguretat Nacional de Bahrain. En l'entrevista, Ayat va confessar que l’havien portada diverses vegades a l’oficina d’aquesta dona per ser apallissada novament. A més, aquesta li va dir: «T'hauries de sentir orgullosa de la família d'Al Khalifa; i que sàpigues que no deixaran aquest país, car és seu». D’altra banda, els guàrdies van aclarir que la dona s'havia presentat com a voluntària per participar en l’interrogatori dels presos polítics, encara que aquesta no era la seva feina habitual.

## Judici i alliberament
Ayat Al-Qurmezi va ser acusada d’incitació a l’odi al règim, d’insults als membres de la família reial i de reunió il·legal.
El 12 de juny de 2011, va ser declarada culpable i condemnada pel Tribunal de Seguretat Nacional de Primera Instància a un any de presó per haver participat en manifestacions il·legals, alterant així la seguretat pública, i per fer apologia de l’odi al règim. Segons un membre de la seva família, qui havia assistit a l’audiència del veredicte, la sentència no tenia base legal, i el seu advocat no va poder intervenir al tribunal. Aquesta sentència va ser denunciada per grups de l’oposició i per Amnistia Internacional, la qual va afirmar que el veredicte reflecteix com les autoritats de Bahrain «reprimeixen brutalment la llibertat d'expressió».
El germà d’Al-Qurmezi, Youssef Mohamed, va declarar a The Independent que el tracte d’Ayat a la presó havia millorat els últims dies en comparació amb el pèssim tractament que va rebre els dies posteriors al seu arrest, a finals de març de 2011.
La família Al-Qurmezi va rebre una trucada de la comissaria de la ciudad d’Isa, en la qual informaven que hi havia una ordre de la Fiscalia Militar per alliberar la poeta, però sota arrest domiciliari. El seu alliberament es va produir després que la televisió de Bahrain transmetés una cinta on es mostrava la jove disculpant-se davant el rei de Bahrain i expressant el seu penediment pels poemes que va recitar a la plaça de la Perla. Tot i així, la seva disculpa no semblava gaire autèntica, ja que es va filtrar un dels seus poemes des de la presó, en el qual era evident la seva posició.
Finalment, el 13 de juliol de 2011, aproximadament un mes després de la publicació de la sentència, Al-Qurmezi va sortir de la presó. Això no obstant, va romandre sota arrest domiciliari. A l’octubre del mateix any, la seva condemna no havia estat revocada i continuava empresonada a casa seva. Atès que no havia rebut un indult oficial i la seva condemna no havia estat revocada en apel·lació, la seva família temia que pogués tornar a la presó.
Quan la poeta va arribar al seu poble natal, va ser rebuda per una multitud de persones. Ayat apareix en un vídeo de YouTube saludant a centenars de persones des de la finestra del cotxe en què viatjava.

## Premis
El 2017, va rebre el Premi Václav Havel per la dissidència creativa.